# Chrysolina marcasitica
Chrysolina marcasitica é uma espécie de artrópode pertencente à família Chrysomelidae.